# Alliopsis maculifrons
Alliopsis maculifrons är en tvåvingeart som först beskrevs av Zetterstedt 1838.  Alliopsis maculifrons ingår i släktet Alliopsis och familjen blomsterflugor.
Artens utbredningsområde är Norge. Arten är reproducerande i Sverige. Inga underarter finns listade i Catalogue of Life.